# Frontera entre Rumania y Serbia
La frontera entre Rumania y Serbia es el límite  internacional entre Rumania, estado de la Unión Europea integrado en el espacio Schengen, y Serbia

## Trazado
Comienza en el trifinio Rumanía-Serbia-Hungría (46° 7′ N, 20° 16′ E), entre las localidades de Beba Veche en Rumania y de Rabe en Serbia, que sin embargo no están conectadas por carretera, y que separa el Banato serbio del Banato rumano en dirección general sureste. Después de aproximadamente la mitad del trazado, es el Danubio que sirve como frontera natural. Termina en el trifinio Rumanía-Serbia-Bulgaria (44° 13′ N, 22° 40′ E).

## División del Banato

Banato rumano (amarillo), serbio (azul) y húngaro (verde).

El primer paso fronterizo por carretera se encuentra más al sureste de la ciudad de Comlosu Mare, en la parte rumana y la ciudad de Kikinda junto serbio, concretamente entre las localidades de Lunga (Rumania) y Nakovo (Serbia). No hay aduanas pero se permite el tráfico transfronterizo, incluido en el acuerdo bilateral de 13 de enero de 1970 entre la República Socialista de Rumania y la República Federativa Socialista de Yugoslavia.
La primera aduana se encuentra en Jimbolia en Rumania que pasa de una parte la carretera Timişoara-Zrenjanin (la aduana de la parte serbia situada a la localidad de Srpska Crnja) y, por otro lado, la línea ferroviaria entre Timişoara y Kikinda.
A unos 30 kilómetros más al sur, al asentamiento serbio de Jaša Tomič, hay otro paso fronterizo de carretera y de ferrocarril. Por un lado conecta Jaša Tomič con otro pueblo de Serbia, Meda, cruzando una pequeña protuberancia de Rumania durante seis kilómetros por la otra banda, que permite el paso transfronterizo con las localidades rumanas de Foeni, Cruceni y Granicerii por carretera y la conexión ferroviaria entre Zrenjanin y Timișoara.
La segunda aduana de carretera y ferrocarril se encuentra a Moraviţa. Al otro lado de la frontera se encuentra la ciudad de Vršac. Este es un paso importante, puesto que se encuentra en el eje Belgrado-Timişoara. La carretera también es la E70 que atraviesa Europa del suroeste al este.
La última aduana ante el Danubio se encuentra a la altura de Kaluderovo (Serbia), y conduce a Munții Locvei en Rumania.

## Frontera natural del Danubio

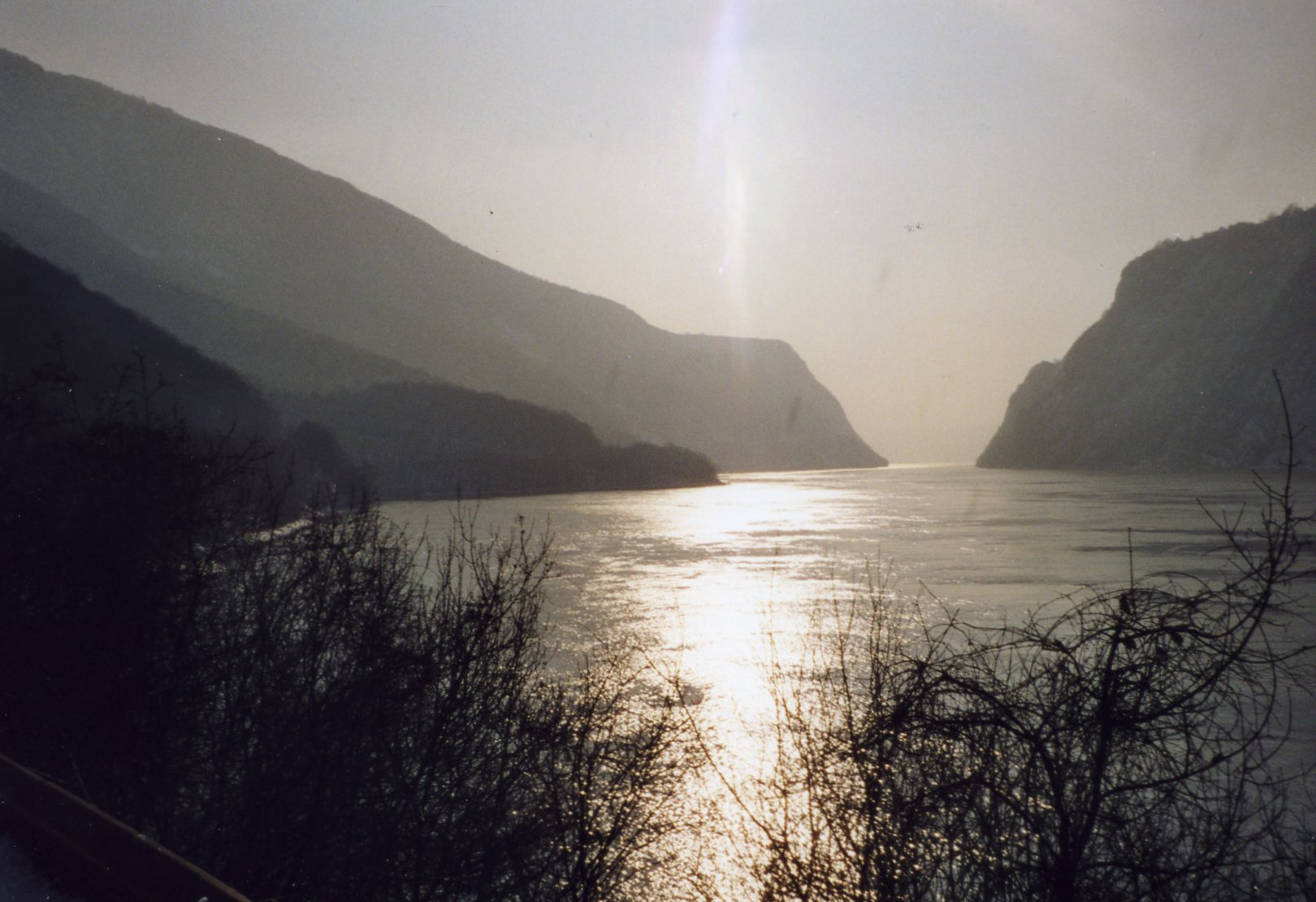
Garganta fronteriza conocida como «Puertas de Hierro», entre Rumania y Serbia.

El Danubio solo se puede cruzar en las Puertas de Hierro al oeste de Turnu Severin (Rumania) y Kladovo (Serbia). Es una presa hidráulica que proporciona energía a los dos estados.

## Historia
La frontera actual se remonta a 1739 por la parte definida por el Danubio, cuando el Imperio de la Casa de Habsburgo tuvo que entregar Serbia al Imperio otomano y el río nuevamente convirtió frontera (militarizada de lado austríaco). En 1817 el principado de Serbia se independizó del Imperio otomano. Durante la Primera Guerra Mundial, Serbia y Rumania (creada en 1859 por la unión de los principados de Moldavia y de Valaquia) acordaron, en caso de victoria sobre el Imperio alemán y Austria-Hungría, compartir el Banato, un tercio para Serbia y dos tercios por Rumania (con una convención sobre las minorías rumanas y serbias de ambos lados). La frontera dividiendo el Banato en dos fue definida al final de 1918 por una comisión presidida por el geógrafo francés Emmanuel de Martonne y confirmada por el tratado de Trianón de 1920, dejando una pequeña parte para Hungría cerca de la ciudad de Szeged, dos tercios del Banato para Rumania, y un tercio para el Reino de Yugoslavia.